# لويس فابيانو
لويس فابيانو كيليمنتي (بالبرتغالية: Luís Fabiano‏) من مواليد 8 نوفمبر 1980 في كامبيناس في البرازيل،وهو لاعب كرة قدم برازيلي.
بدأ مسيرته الكروية مع نادي بونتي بريتا في موسم 1997/1998، ولعب معهم 8 مباريات وسجل هدفين، وفي عام 1999 انتقل إلى نادي ساو باولو، ولعب معهم مباراة واحدة، وعاد في عام 1999 إلى نادي بونتي بريتا، ولعب معهم 5 مباريات وسجل هدف واحد، وفي موسم 2000/2001 انتقل إلى نادي رين الفرنسي، ولعب معهم 11 مباراة، وفي عام 2001 لعب مع نادي ساو باولو، ولعب معهم حتى عام 2004، وشارك معهم في 63 مباراة وسجل 53 هدف، وفي موسم 2004/2005 انتقل إلى نادي بورتو البرتغالي، ولعب معهم 22 مباراة وسجل 5 أهداف، وفي 2005 إنتقل إلى نادي إشبيلية الإسباني ولهم إلى 2011 قبل أن يعود إلى نادي ساوباولو وهو يلعب معهم إلى الآن.
و قد بدأ باللعب مع منتخب البرازيل لكرة القدم في عام 2004.
قال عنه النجم البرازيلي ادريانو انه أفضل مهاجم في منتخب البرازيل.
أحرز 3 أهداف في مونديال 2010 جنوب أفريقيا.

## روابط خارجية
- لويس فابيانو على موقع الاتحاد الدولي (مؤرشف)  (الإنجليزية)
- لويس فابيانو على موقع قاعدة بيانات كرة القدم.إي يو (الإنجليزية)
- لويس فابيانو على موقع بيانات كرة القدم. دي إي (الألمانية)
- لويس فابيانو على موقع ليكيب (الفرنسية)
- لويس فابيانو على موقع ناشيونال فوتبول تيمز (الإنجليزية)
- لويس فابيانو على موقع Soccerbase.com (لاعب) (الإنجليزية)
- لويس فابيانو على موقع Soccerway.com (الإنجليزية)
- لويس فابيانو على موقع عالم كرة القدم.نت (الإنجليزية)
- لويس فابيانو على موقع كووورة
- لويس فابيانو على موقع AS.com (الإسبانية)